# Муравьи на бревне
Муравьи на бревне (англ. Ants on a log) — американская закуска, состоящая из стебля сельдерея с арахисовой пастой, сливочным сыром, сыром рикотта или другим аналогичным пастоподобным продуктом, и размещённым сверху изюмом, оливками, шоколадной крошкой или другими добавками. Иногда вместо сельдерея используются банан или брецель.
Предполагается, что закуска и её название возникли в 1950-х годах . Классический вариант Муравьев на бревне с арахисовой пастой рекомендуется в качестве здоровой закуски Центром здоровья Мак-Кинли при Университете Иллинойса в Урбана-Шампейн . Закуска пользуется популярностью у детей из-за своего вкуса и забавного названия.
Каждый год во второй вторник сентября в США отмечается Национальный день Муравьев на бревне.

## Происхождение

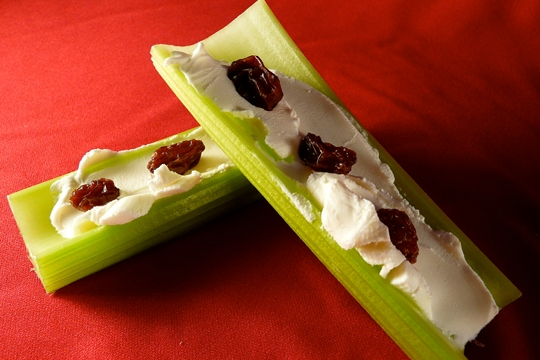
Муравьи на «снежном» бревне со сливочным сыром

Сельдерей с намазкой стал популярной закуской в начале 1900-х годов после включения таких рецептов, как «Сельдерей с рокфором», в книгу Фанни Мерритт Фармер «Catering for Special Occasions with Menus and Recipes». Сельдерей чаще всего покрывали сыром, наиболее популярным из которых был сливочный сыр, и часто украшали каперсами или оливками. Изобретатель комбинации арахисовой пасты и изюма для закуски неизвестен. Однако многие приписывают популяризацию этой комбинации девочкам-скаутам, когда рецепт был представлен в нескольких версиях «Поваренной книги девочек-скаутов» еще в 1946 году, хотя в то время рецепт назывался «Сельдерейные палочки» и не включал в себя изюм. Впервые закуска «Муравьи на бревне» была упомянута в печати в статье, опубликованной в Star Tribune 15 февраля 1959 года, в которой говорилось: «Энн Мари работает над закусками. Попкорн, сырные соусы и, на другой вечер, Муравьи на бревне были едой, которой делилась вся семья» .

## Варианты
Существует множество разновидностей муравьев на бревне, в том числе:
- Гнус на бревне: со смородиной [7]
- Муравьи на отдыхе: без «муравьев» (изюма) [3]
- Муравьи на Slip 'n Slide (детская скользкая доска): с мёдом поверх арахисового масла перед добавлением изюма [8]
- Бегемоты на Томасе: половина английского маффина с арахисовым маслом и черносливом [9].